# Trimble Township
Trimble Township ist eines von 14 Townships des Athens Countys im US-Bundesstaat Ohio. Bei der Volkszählung im Jahr 2000 wurden 4710 Einwohner erfasst.

## Geografie
Trimble Township liegt im äußersten Nordwesten des Athens Countys im Südosten von Ohio und grenzt im Uhrzeigersinn an die Townships: Monroe Township im Perry County, Homer Township im Morgan County, Ames Township, Dover Township, York Township, Ward Township in Hocking County und Coal Township (Perry County).

## Verwaltung
Das Township wird durch ein Board of Trustees, bestehend aus drei gewählten Mitgliedern, verwaltet. Zwei Personen werden jeweils im Jahr nach der Präsidentschaftswahl gewählt und eine jeweils im Jahr davor. Die Amtszeit dauert in der Regel vier Jahre und beginnt jeweils am 1. Januar. Daneben gibt es noch einen Township Clerk (Schriftführer), der ebenfalls im Jahr vor der Präsidentschaftswahl auf eine vierjährige Amtszeit gewählt wird. Dessen Amtszeit beginnt jeweils am 1. April.